# Цвіткове (Вознесенський район)
Цвіткове (колишня назва — Жовтне́ве) — село в Україні, в Прибузькій сільській громаді Вознесенського району Миколаївської області. Населення становить 774 особи. До 2017 року орган місцевого самоврядування — Акмечетська сільська рада.
Село внесене до переліку населених пунктів, які потрібно перейменувати згідно із законом «Про засудження комуністичного та націонал-соціалістичного (нацистського) тоталітарних режимів в Україні та заборону пропаганди їхньої символіки».

## Населення

### Мова
Розподіл населення за рідною мовою за даними перепису 2001 року:
| Мова       | Кількість | Відсоток |
| ---------- | --------- | -------- |
| українська | 742       | 95.87%   |
| російська  | 22        | 2.84%    |
| румунська  | 10        | 1.29%    |
| Усього     | 774       | 100%     |

## Географія
Селом тече Яр Мечетний.